# آنتونوف ۱۴۳۱۷
سیارک ۱۴۳۱۷ (به انگلیسی: 14317 Antonov، نامگذاری:1978PC3) چهارده هزار و سیصد و هفدهمین سیارک کشف شده‌است که در ۸ اوت ۱۹۷۸ کشف شد.
قدر مطلق سیارک برابر ۱۹.۵ است.